# DCUN1D5
DCUN1D5 (англ. Defective in cullin neddylation 1 domain containing 5) – білок, який кодується однойменним геном, розташованим у людей на 11-й хромосомі. Довжина поліпептидного ланцюга білка становить 237 амінокислот, а молекулярна маса — 27 508.
| 10         |  | 20         |  | 30         |  | 40         |  | 50         |
| ---------- |  | ---------- |  | ---------- |  | ---------- |  | ---------- |
| MPVKKKRKSP |  | GVAAAVAEDG |  | GLKKCKISSY |  | CRSQPPARLI |  | SGEEHFSSKK |
| CLAWFYEYAG |  | PDEVVGPEGM |  | EKFCEDIGVE |  | PENIIMLVLA |  | WKLEAESMGF |
| FTKEEWLKGM |  | TSLQCDCTEK |  | LQNKFDFLRS |  | QLNDISSFKN |  | IYRYAFDFAR |
| DKDQRSLDID |  | TAKSMLALLL |  | GRTWPLFSVF |  | YQYLEQSKYR |  | VMNKDQWYNV |
| LEFSRTVHAD |  | LSNYDEDGAW |  | PVLLDEFVEW |  | QKVRQTS    |  |            |

A: Аланін

C: Цистеїн

D: Аспарагінова кислота

E: Глутамінова кислота

F: Фенілаланін

G: Гліцин

H: Гістидин

I: Ізолейцин

K: Лізин

L: Лейцин

M: Метіонін

N: Аспарагін

P: Пролін

Q: Глутамін

R: Аргінін

S: Серин

T: Треонін

V: Валін

W: Триптофан

Кодований геном білок за функцією належить до фосфопротеїнів. 